# Thulani Hlatshwayo
Thulani Hlatshwayo (Città del Capo, 18 dicembre 1989) è un calciatore sudafricano, difensore del SuperSport Utd.

## Carriera

### Club
Ha giocato nel campionato sudafricano.

### Nazionale
Nel 2009 ha partecipato ai Mondiali Under-20.
Ha esordito in nazionale nel 2013.

## Palmarès

### Club

#### Competizioni nazionali
- Campionato sudafricano: 1

Bidvest Wits: 2016-2017
- Coppa di Lega sudafricana: 1

Bidvest Wits: 2017